# Augusto Magli
Augusto Magli (pronunciación en italiano: /auˈɡusto ˈmaʎʎi/; Molinella, Italia, 9 de marzo de 1923-São Paulo, Brasil, 1 de noviembre de 1998) fue un futbolista italiano que jugaba como centrocampista.

## Biografía
Su hermano Renzo y su sobrino Vieri, hijo del anterior, también fueron futbolistas. Fue uno de los mejores jugadores de la Fiorentina en los años 1940 y 1950, y emigró a Brasil en la década de 1960.

## Selección nacional
Fue convocado por el entonces entrenador de la selección italiana, Ferruccio Novo, para la Copa del Mundo de 1950, donde jugó el primer partido de fase de grupos  ante Suecia, que terminó en derrota por 3-2.

### Participaciones en Copas del Mundo
| Mundial                        | Sede   | Resultado      | Partidos | Goles |
| ------------------------------ | ------ | -------------- | -------- | ----- |
| Copa Mundial de Fútbol de 1950 | Brasil | Fase de grupos | 1        | 0     |

## Clubes
| Club       | País   | Año       |
| ---------- | ------ | --------- |
| Molinella  | Italia | 1939-1941 |
| Fiorentina | Italia | 1941-1943 |
| Bologna    | Italia | 1944      |
| Fiorentina | Italia | 1945-1954 |
| Udinese    | Italia | 1954-1957 |
| Roma       | Italia | 1957-1958 |